# AMD Turion
Pour l’article homonyme, voir Turion.
Le Turion est un microprocesseur lancé par AMD, basé sur l'Athlon 64, disponible pour socket 754. Les Turion sont compatibles SSE3. Les ordinateurs portables équipés de ce processeur doivent être compatibles WiFi 802.11a, b, g et BlueTooth. 
Les modèles ML ont un TDP de 35 W alors que les MT consomment moins (25 W). 
Une évolution double-cœur, le Turion 64 X2, est sortie le mercredi 17 mai 2006.

## Modèles

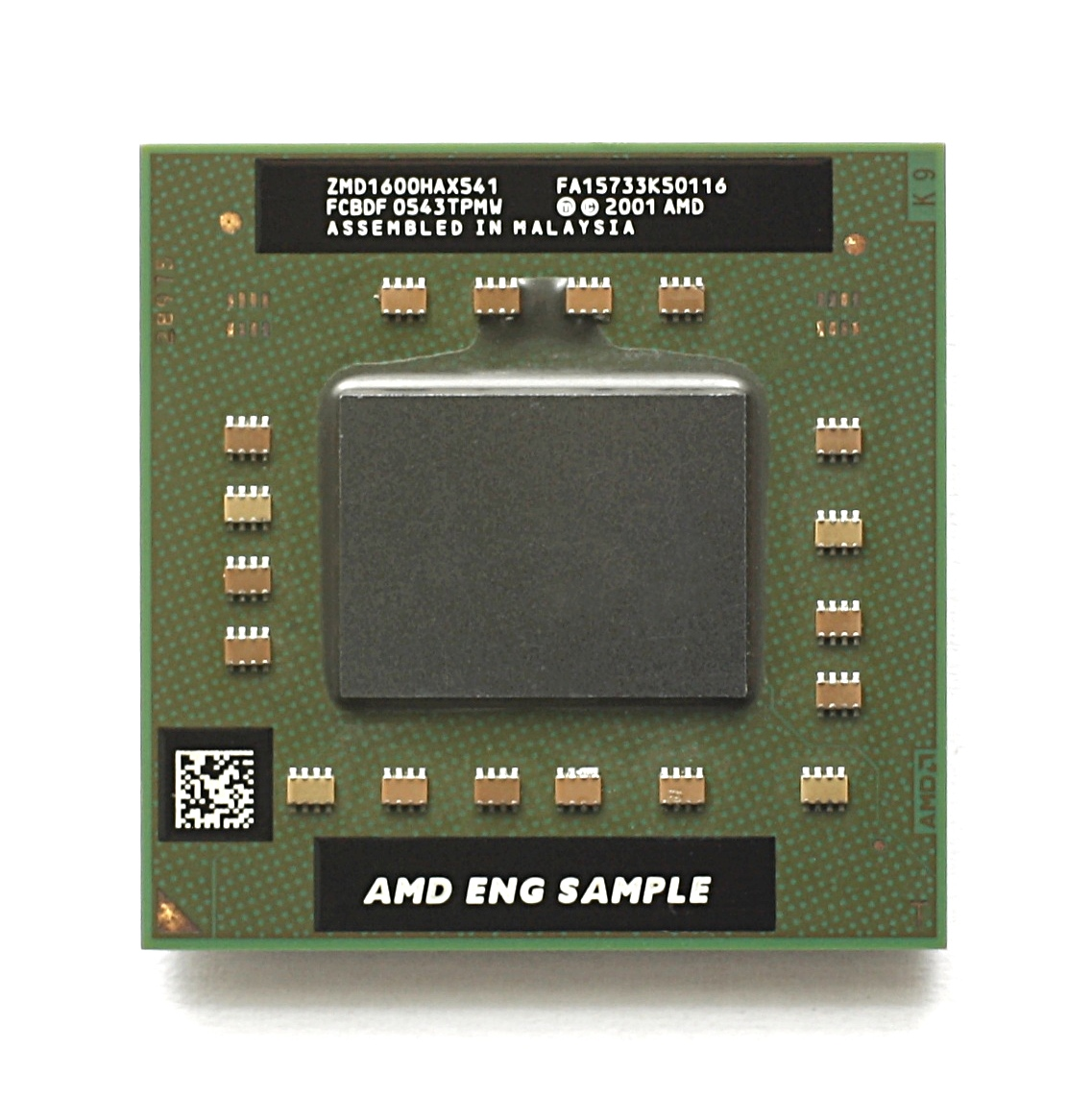
Processeur AMD Turion 64 X2 Engineering Sample, 1.6 GHz.

- ML-30 : 1,6 GHz, 1 Mio de cache L2, 35 watts
- MT-30 : 1,6 GHz, 1 Mio de cache L2, 25 watts
- ML-32 : 1,8 GHz, 512 Kio de cache L2, 35 watts
- MT-32 : 1,8 GHz, 512 Kio de cache L2, 25 watts
- ML-34 : 1,8 GHz, 1 Mio de cache L2, 35 watts
- MT-34 : 1,8 GHz, 1 Mio de cache L2, 25 watts
- MK-36 : 2,0 GHz, 512 Kio de cache L2, 31 watts
- ML-37 : 2,0 GHz, 1 Mio de cache L2, 35 watts
- MT-37 : 2,0 GHz, 1 Mio de cache L2, 25 watts
- ML-40 : 2,2 GHz, 1 Mio de cache L2, 35 watts
- MT-40 : 2,2 GHz, 1 Mio de cache L2, 25 watts
- ML-42 : 2,4 GHz, 512 Kio de cache L2, 35 watts
- ML-44 : 2,4 GHz, 1 Mio de cache L2, 35 watts